# تروئیانو، بیزینتی
تروئیانو (به ایتالیایی: Troiano) یک منطقهٔ مسکونی در ایتالیا است که در استان تیرامو واقع شده‌است.